# Марія Фореску
Марія Фореску (нім. Maria Forescu; 1875-1943) — австрійська кіноактриса, співачка, артистка оперети.

## Біографія
Навчалася в жіночому пансіоні в Парижі. Після закінчення навчання зацікавилася театральним мистецтвом, брала уроки вокалу та акторської майстерності. Закінчила Празьку консерваторію.
В кінці 1890-х почала кар'єру співачки. Спершу виступала в театрах Відня. Досить скоро до неї приходить слава і Марія гастролює в Європі. Вона співала в на сценах Амстердама, Петербурга, Гамбурга, Берліна і Мюнхена.
У 1911 році дебютувала в німому кіно. Знялася більш ніж у 80 фільмах. Через десять років залишила сцену остаточно і повністю сконцентрувалася на кінокар'єрі. Знімалася переважно у другорядних ролях, отримуючи провідні ролі лише зрідка.
З настанням ери звукового кіно продовжувала працювати: грала вікові ролі домробітниць, бабусь, світських дам. Її кар'єра обірвалася у 1933 році в зв'язку з приходом нацистів до влади. Через єврейське походження позбулася всіх цивільних прав і права на роботу.
Марія Фореску оселилася в Берліні і жила дуже самотньо десять років, поки не була заарештована і депортована в концентраційний табір Бухенвальд, де і загинула у 1943 році.